# Cronisia weddellii
Cronisia weddellii är en bladmossart som först beskrevs av Mont., och fick sitt nu gällande namn av Riclef Grolle. Cronisia weddellii ingår i släktet Cronisia och familjen Corsiniaceae. Inga underarter finns listade i Catalogue of Life.